# Балада о тенку
„Балада о тенку” је југословенски кратки филм из 1985. године. Режирао га је Ратко Орозовић који је написао и сценарио.

## Улоге
| Глумац           | Улога |
| ---------------- | ----- |
| Надира Добојлић  |       |
| Ранко Гучевац    |       |
| Драган Кецојевић |       |
| Никола Крстић    |       |
| Небојша Вељовић  |       |